# Nhóm ngôn ngữ Finn-Ugria
Nhóm ngôn ngữ Finn-Ugria (thuật ngữ tiếng Anh: Finno-Ugric languages, Finno-Ugrian languages hoặc Fenno-Ugric languages) là nhóm ngôn ngữ truyền thống bao gồm tất cả các ngôn ngữ thuộc hệ Ural, ngoại trừ nhóm ngôn ngữ Samoyed . Ba ngôn ngữ được nói nhiều nhất trong ngữ hệ Ural - gồm tiếng Hungary, tiếng Phần Lan và tiếng Estonia - đều nằm trong nhóm ngôn ngữ Phần Lan-Ugria.